# Тайлер Рейк: Операция по спасению 2
«Тайлер Рейк: Операция по спасению 2» (англ. Extraction 2) — американский боевик фильм режиссёра Сэма Харгрейва. В основе сценария графический роман «Ciudad» Анда Паркса, Джо Руссо, Энтони Руссо, Фернандо Леон Гонсалеса и Эрика Скиллмана. Продолжение фильма «Тайлер Рейк: Операция по спасению».
Крис Хемсворт и Гольшифте Фарахани вернулись к своим ролям. Премьера состоялась 16 июня 2023 года на Netflix.

## Сюжет
Получив несколько тяжёлых ранений в перестрелке на мосту в Дакке, Тайлер Рейк (Крис Хэмсворт) чудом спасается: упавшего с моста героя подбирают люди Ник. Ник (Гольшифте Фарахани) вместе с братом Язом (Адам Бесса) перевозят Тайлера в госпиталь в Дубае, где он начинает длительную процедуру восстановления. После выхода Тайлера из больницы, Ник и Яз отвозят его к уединённой хижине где-то в Австрии, советуя Рейку отойти от дел. Но через некоторое время к Рейку приезжает Незнакомец (Идрис Эльба), у которого есть предложение по работе.
Выясняется, что Кетеван (Тинатин Далакишвили), сестре бывшей жены Тайлера Мии, нужна помощь. Кетеван вышла замуж за Давида Ратиани (Торнике Бзиава), который вместе с братом Зурабом (Торнике Гогричиани) создал крупнейший криминальный синдикат в Грузии. После того, как Давид убил американского агента, его посадили в тюрьму. Пользуясь своими связями, Давид заставил Кетеван, а также своих детей Сандро и Нину, жить вместе с ним в тюрьме. Опасаясь за жизни детей и свою, Кетеван обратилась за помощью к сестре, Мие. Тем временем Зураб встречается с подкупленным им важным грузинским политиком, чтобы добиться освобождения брата. Однако выясняется, что Давиду наоборот, увеличили срок ещё на десять лет под давлением США. В ярости Зураб убивает политика и его людей.
Тайлер принимает предложение Незнакомца и привлекает Ник с Язом. Проникнув в тюрьму, он выводит Кетеван и детей, но события выходят из-под контроля и в тюрьме начинается бунт. Ник с Язом выводят детей, но затем Тайлера настигает Давид. В схватке Тайлер убивает Давида, а потом вместе с Кетеван прорывается через тюремный двор в самый разгар бунта. Несмотря на преследователей из банды братьев Ратиани, Тайлеру и его людям удаётся вывезти Кетеван и детей в безопасное место в Вене. Однако Сандро, считая отца и дядю своими кумирами, приходит в ярость, узнав, что Тайлер убил его отца. Он сообщает дяде своё местонахождение. Зураб и его люди обнаруживают укрытие и нападают. После перестрелки в офисной башне Сандро сбегает с дядей, Яз смертельно ранен, а Тайлеру и остальным удаётся уйти на вертолёте нападавших. Команда собирается в хижине Тайлера, куда приезжает Мия (Ольга Куриленко), его бывшая жена. Тайлер пытается примириться и извиняется перед женой за то, что отправился на задание, когда его сын умирал от рака.
Автандил, дядя Зураба и его советник, пытается удержать того от продолжения мести Тайлеру, но Зураб убивает дядю. Он звонит Тайлеру и предлагает встретиться в церкви возле аэродрома. Тайлер убивает подручных Зураба и проникает в церковь, где его встречает сам Зураб и Сандро, на которого надет пояс смертника. Зураб пытается заставить Сандро убить Тайлера, но тот отказывается. На помощь Тайлеру приходит Ник, в результате схватки мальчика удаётся спасти, Зураб погибает, а обоих серьёзно раненых наёмников арестовывает полиция.
В тюрьме Тайлера навещает Мия, она прощает и его, и говорит, что в глазах сына Тайлер был героем. Кетеван и её дети попадают в программу защиты свидетелей, но всех их активы заморожены. Тайлер сообщает Мие, что у него в камине хижины спрятан $1 млн наличными, которые Кетеван может взять. Вскоре после этого Тайлера вывозят из тюрьмы на встречу с Незнакомцем, который предлагает свободу в обмен на выполнение ещё одного задания. Тайлер соглашается, при условии, что Ник освободят на тех же условиях. Впрочем, оказывается, Незнакомец предвидел это условие, и из подъехавшей машины выводят Ник.

## В ролях
- Крис Хемсворт — Тайлер Рейк, бывший боец австралийского спецназа, ставший наёмником.
- Гольшифте Фарахани — Ник Хан, наемница и напарница Тайлера и его возлюбленная[3].
- Адам Бесса — Яз Хан, член команды и брат Ник[4]
- Ольга Куриленко — Мия[4]
- Тинатин Далакишвили — Кетеван[4]
- Даниэл Бернхардт — Константин[4]
- Идрис Эльба — безымянный незнакомец, в титрах значится как Олкотт

## Производство
О начале работы над проектом стало известно в мае 2020 года. Джо Руссо был привлечён для написания сценария будущего фильма. Сэм Харгрейв занял режиссёрское кресло, а Крис Хемсворт вновь исполнит главную роль. В декабре 2020 года братья Руссо заявили, что помимо сиквела они надеются разработать серию фильмов, действие которых будет происходит в мире «Эвакуации», чтобы не только развить историю некоторых персонажей, представленных в первом фильме, но и потенциально запустить кинематографическую вселенную. В январе 2021 года появилась информация, что братья Руссо также разрабатывают историю происхождения Саджу, персонажа Рандипа Худа.
Съёмки начались 4 декабря 2021 года в Праге. Съёмки сиквела должны были начаться в Сиднее ещё в сентябре 2021 года, но из-за ограничений связанных с пандемией COVID-19, производство перенесли в Прагу. С 28 января 2022 года по 14 февраля 2022 года съёмки проходили в Вене. Часть сцен была снята в районе башен DC Towers. Съёмки завершились 6 апреля 2022 года. Фильм снимался на камеры ARRI ALEXA Mini LF с использованием тех же длинных дублей, что и в первом фильме.
Пересъемки фильма проходили в Праге в ноябре 2022 года.

### Маркетинг
В сентябре 2021 года компания Netflix выпустил тизер будущего фильма, в котором было показано, что Хемсворт вернется к роли Тайлера Рейка.
Так же выпустили два официальных трейлера на канале Netflix: 3 апреля был опубликован тизер-трейлер боевика, а 16 мая — полноценный трейлер.

## Восприятие
На сайте Rotten Tomatoes фильм имеет рейтинг 75 % основанный на 89 отзывах, со средней оценкой 6.6/10. Консенсус критиков гласит: «Больше, смелее и в некоторых отношениях даже лучше, чем его предшественник, „Тайлер Рейк: Операция по спасению 2“ — это экшн-триллер, сделанный правильно».
Оценив фильм на 4 звезды из 5, Хелен О’Хара из Empire пишет: «Пара затянутых экшн-сцен грозит стать слишком затянутой, но Харгрейв почти сбавляет обороты и добавляет пару остроумных штрихов, снова используя грабли в качестве смертоносного оружия и вставляя то, что, несомненно, является намеренным кивком в сторону Тора, чтобы посмеяться». Гопинат Раджендран из The Hindu считает: «Но все, чего не хватает фильму, почти компенсируют потрясающие экшен-сцены, уникальные для франшизы. Любите 12-минутную сцену с одним кадром в первом фильме? В сиквеле есть 21-минутная сцена в том же духе». Питер Брэдшоу из The Guardian поставил фильму 1 звезду из 5 и заявил: «Первый фильм был достаточно увлекательным, но новый фильм просто цинично посвящен добыче денег».
Через 66 дней после выхода «Тайлер Рейк: Операция по спасению 2» занимал 10 строку в топ-10 самых просматриваемых фильмов Netflix.

## Продолжение
В июне 2023 года, на фестивале Netflix Tudum, было объявлено, что третья часть находится в разработке. Было заявлено, что компания идентифицирует «Тайлера Рейка» как франшизу, был показан официальный логотип. Крис Хемсворт вновь исполнит роль Тайлера Рэйка, а режиссёром вновь выступит Сэм Харгрейв.